# اچ‌ام‌اس سی۱
اچ‌ام‌اس سی۱ (به انگلیسی: HMS C1) یک زیردریایی بود که طول آن ۱۴۳ فوت ۲ اینچ (۴۳٫۶۴ متر) بود. این زیردریایی در سال ۱۹۰۶ ساخته شد.